# Crime prevention through environmental design
Le Crime prevention through environmental design (CPTED) est l'approche anglo-saxonne de l'urbanisme sécuritaire, partiellement reprise dans la prévention situationnelle française.

## Histoire
Elle est issue des travaux effectués dans les années 1980 par Ronald V. Clarke, professeur de la School of Criminal Justice de l'université Rutgers du New Jersey, qui a développé la théorie du choix rationnel (en) selon laquelle l'individu prend en compte plusieurs facteurs qui influencent son choix de réaliser ou non un acte malveillant. Parmi ces facteurs l'environnement social, éducatif, architectural, naturel joue un rôle important. 
Selon cette théorie, comprendre et agir sur cet environnement permettent de mieux prévenir la malveillance, ce qui s'est traduit dans les années 1990 par la mise en place d'une méthodologie applicable aux projets d'aménagement et de construction, le Crime prevention through environmental design.

## Recherche
Les travaux des pionniers de la « prévention spatiale du crime » sont poursuivis autour du globe par diverses entités. On peut en particulier citer un programme australien de recherche universitaire sur l'aménagement des espaces favorables à la sûreté, réalisé conjointement par une unité de l'université technologique de Sydney et par le cabinet du procureur général de Nouvelle-Galles du Sud, intitulé « Designing Out Crime ».